# Oliarus likelike
Oliarus likelike är en insektsart som beskrevs av Giffard 1925. Oliarus likelike ingår i släktet Oliarus och familjen kilstritar. Inga underarter finns listade i Catalogue of Life.